# Veľké Kosihy
Veľké Kosihy (maďarsky Nagykeszi) jsou obec na Slovensku v okrese Komárno. Žije v nich 956 obyvatel. V katastrálním území obce leží přírodní rezervace Mostová a zasahuje do ní část přírodní rezervace Dunajské trstiny.

## Historie
První písemná zmínka o vesnici je z roku 1268. V první světové válce padlo 35 zdejších obyvatel. V letech 1938 až 1945 se staly Veľké Kosihy součástí Maďarska. Na bojištích druhé světové války padlo 47 obyvatel vsi. Obec byla v roce 1965 postižena katastrofální povodní.

## Pamětihodnosti
- Reformovaný kostel z roku 1819, jednolodní klasicistní stavba s pravoúhlým závěrem a představenou věží. Stojí na místě staršího barokního kostela z roku 1764.
- Klasicistní kaštel ze třicátých let 19. století, dvoupodlažní stavba na půdorysu obdélníku. Po necitlivé přestavbě památka ztratila původní charakter.